# ナイジェリアの手紙
ナイジェリアの手紙（ナイジェリアのてがみ）、ナイジェリアからの手紙又はナイジェリア詐欺（英語: Nigerian money transfer fraud, Nigerian scam, 419 scam）とは、アフリカのナイジェリアを舞台に多発している、国際的詐欺の一種であり、先進国など豊かな国家に住む人から、手紙やファクシミリ、電子メールを利用して金銭を騙し取ろうとする詐欺である。2000年代からは電子メール、2010年代からはインスタントメッセンジャーが多用されている。

## 概要
「ナイジェリアの手紙」は『419事件』という別名もあるが、これは、この手の詐欺が資金洗浄を規制する『ナイジェリア刑法第419条』に抵触することに由来している。
この手の詐欺の原型として、19世紀の「スパニッシュ・プリズナー（スペインの囚人）」や日本の「M資金詐欺」などがあるが、1980年代半ばから、ナイジェリアから先進国を狙った手紙・ファックスを使った信用詐欺がおこり、他のアフリカ諸国や欧米に住むナイジェリア人らも巻き込んで世界に広がった。
詐欺師たちは、1980年代には企業オーナーや教会指導者ら個人に手紙を送り話を持ちかけていたが、電子メールの発達にともない、低いコストで不特定多数の一般人に対して詐欺を仕掛けることが可能になった。
2001年頃から世界中でこの「ナイジェリアからの電子メール」による被害が多発し、日本の個人のメールボックスにも英文で書かれた丁寧な申し出が多数届き、受取人を困惑させている。

## 手口
手紙、FAXあるいは電子メールの差出人は、無差別に送るメール等の中で「大量の資金を持つ人が、その金を安全に持ち出す方法で困っている。あなたの口座を貸してもらえないだろうか?」と丁重に呼びかける。
- 差出人は非常に貧しく腐敗した国に住んでおり、当人も自らの窮状を訴える。
- 差出人はアフリカ地域の政府や中央銀行、石油会社、軍の財務・経理に携わる高官または元高官、失脚したアフリカの政治指導者、米軍司令官、あるいはそれらの親戚・関係者、アフリカ難民の支援団体や支援者、などを名乗る。
- 差出人は、日本円にして数億円から数十億円の資金を持っている。政治上の特権や、政府の腐敗を利用し不正に横領し蓄財したものであり、それゆえ誰もその存在を知らないそうである。ただしこの資金を世界で自由に使えるようにするため、警察にマークされていない安全な口座へ移動して「資金洗浄」を行いさらに別口座へ移したいらしい。
- そのためにメールを読む人の口座を貸してほしい、また送金のためにそれなりの額の「手数料」を出してほしい、が本題である。
- メールを読んで協力を決意した人には一旦お金の負担をかけてしまうが、資金が自由になれば、数パーセント[1]を謝礼として支払うという。

### 資金保持者の例
- コンゴ民主共和国（旧ザイール）のかつての独裁者モブツ・セセ・セコの息子を名乗り、隠してある数百万ドルもの不正蓄財の移動を手伝ってほしいと訴える。
- アンゴラ共和国反乱軍リーダーの娘と名乗るもので、死亡した父親の遺産数百万ドルが政府に没収されないよう協力してほしいと呼びかける。
- ナイジェリア石油公社の関係者を自称するものでは、数百万ドルの裏金をナイジェリアの国外に持ち出す処理を行うために口座を利用させてくれれば、成功報酬としてその30 - 40パーセント (％) を支払うと持ちかける。
- ガーナの難民支援者を名乗り、親から相続した莫大な資産をもつ難民が、難民で有るがゆえ財産を国連に管理されており自由に移動できない、国内外に預けてある資金の海外送金に協力してほしい、と訴える。あなたの口座を使って送金に成功した場合はその30 - 40％を支払うと持ちかける。差出人に同情した者や「アフリカならそんなこともあるだろう」と汚い金の運搬に少し手を貸して巨額の金をもうけようと考えた者は、自分の口座を伝えて指定された口座へ送金手数料を振り込むが、予定の期日になっても自分の口座に大金は振り込まれず、口座に不正アクセスされて一銭残らず引き出され初めて騙されたと気づく。被害者は、マネーロンダリングに飛びついたという後ろめたさから、被害届を出すことが少ない。

舞台となる国はほとんどがナイジェリアだが、ジンバブエ、ガーナ、コートジボワール、南アフリカその他西アフリカ諸国が多用される。詐欺の発信元はアムステルダム、ロンドン、マドリード、トロントなどアフリカからの移民が多く住む欧米の都市も多い。

## 別の手口
莫大な闇資金が某所にあるが、引き出すのに必要な費用を用立てて欲しい、ともちかける事例もある。弁護士費用、ライセンス料、税金、振替手数料などの名目の架空の費用を前払いで要求して騙し取る。闇資金の存在場所として、日本国内の米軍基地に預けてあるとする事例もある。
警察機関を名乗り、かつて騙した被害者に「あなたを騙したグループが逮捕された。騙された金は全額戻ってくるが、引き出すためには手数料（保険金、保証料）が……」と一回目と同じような手口で再び金銭を振り込ませる場合がある。前回騙された時の情報が正確で、以前の損失を取り戻せるという欲望から、再び騙される場合がある。支払い期限が設定されたり、前回より少ない額を要求してくる場合が多い。
さらに悪質な事例では、取り引きのためとして手紙の受取人を先方国に招いて資金を持参させる。その後、本人を誘拐・監禁して持参した資金を奪い、さらに身代金を要求して最悪の場合は本人を殺害する事例もある。

### 黒塗り紙幣洗浄型
多額の米ドルを現金で国内外に移動させるのは問題があるため、紙幣を特殊塗料で黒塗りして運搬する必要があると偽り、黒塗りを元に戻すための洗浄液入手の名目で手数料や代金を詐取する。黒く塗りつぶされた米ドル紙幣を目の前で元通りにする手品を見せて相手を信用させることもある。特殊塗料と洗浄液が米軍または別の国の極秘の発明品だと偽り、政府や軍の機関やシークレットサービスを名乗る人物や偽メールが登場する場合もある。

### インターネット宝くじ型
欧米の宝くじに当選したと持ちかけ、確認のために金銭をほんの少し先に送ってほしいというものもある。先に金銭を支払えばあとで、もっと手に入ると持ちかける「先払い詐欺」である。

### 遺産相続型
アフリカなど、世界に在住している日本人や有名な外国人が莫大な遺産を残して死亡し、遺言により貴方に遺産が相続されることとなったとして、遺産の現金化や海外送金のための政府機関への手数料や税金を支払うという名目で資金を振り込ませ、だまし取る。

### 国際ロマンス型
国際交流サイトやデート・サイトなどで、他人の写真を使って英国人やロシア人などになりすまし、甘言をちりばめた電子メールのやり取りで恋愛感情を抱かせて送金を持ちかける詐欺も、ナイジェリア人が多かったことから『ナイジェリア詐欺』とする場合もある。国際恋愛詐欺、ロマンス詐欺などとも呼ばれる。

## 新しい手口
詐欺師たちは様々な新しい手口を考えて、自分が欧米人であると自称することもある。

### 「ヤフオク!」詐欺
「ヤフオク!」に、デジタルカメラなどの比較的高額な商品を出品した者に「質問機能」を用いて英文で連絡し、自分がアメリカ人だと自称し、法外に高い購入金額を提示し、出品している商品を海外に送るように持ち掛ける手口がある。
「楽天市場」に、デジタルカメラなどの比較的高額な商品を出品した者に「質問機能」を用いて英文、日本文で連絡し、自分が日本人だと自称し、法外に高い購入金額を提示し、出品している商品を海外や国内に送るように持ち掛ける手口がある。

### 他の手口
政情不安定なアフリカの自国内ではなく、莫大な資産は海外の安全な場所に保管してあると言い、その保管場所として日本国内の米軍基地が登場する場合もある。
政情不安定なインドの自国内ではなく、莫大な資産は海外の安全な場所に3箇所保管してあると言い、その保管場所としてアメリカ、徳川埋蔵金、引田天功埋蔵金が登場する場合もある。

## 背景
ロシアやルーマニアなど他のインターネット犯罪大国同様、ナイジェリアにも高い情報技術を持った失業者と、政治の混乱という状況がある。
ナイジェリアは、豊かな石油資源を巡り1970年代からクーデターが頻発するなど、政治の混乱が続いていた。サニ・アバチャ将軍が1990年代前半に政権を握ったが、強圧政治は国内外から多くの反発を買い、彼もまたクーデターで打倒されるなど政情不安が相次いだ。
ナイジェリアは旧イギリス領であることから英語教育がなされ、電子機器やプログラミングなどの高等教育も盛んだが、高い教育を受けた卒業生たちの4分の1以上が定職を得られない、高い失業状態にある。そのため、多くの若者が不法移民輸送や麻薬密輸ほか、世界を相手にした詐欺など国際的犯罪に関わらざるを得なくなる。
彼らは最大都市ラゴスのインターネットカフェに張り付いて、世界中にありとあらゆる内容の詐欺メールを送り、たまに引っかかる被害者から騙し取った金銭で生活しており、そんな彼らを支えるコンピュータソフトウェア開発業者、メールアドレス販売業者などインターネット犯罪や、クラッキングを支える業者が密集した地域がある。
1999年の選挙で誕生した文民政権のオルシェグン・オバサンジョ大統領はこうした詐欺の撲滅に力を入れ、インターポールやアメリカ合衆国ほか、欧米の捜査機関と経済犯罪・インターネット犯罪などの摘発で協力し、多数の詐欺師が逮捕された。欧米のインターネット・ユーザーも詐欺師たちを引っ掛けるべく、騙されたふりをして、逆に釣り返す攻防を繰り広げている。

## 典型的詐欺文面
```
From: "BIBI LUCKY" <bibialora1@example.com>
Subject: can you?
Date: Thu, 28 Mar 2002 15:03:44 +0100
To: John.Doe@example.com
Reply-To: bibialora1@example.com

Dear Sir,

ASSISTANCE REQUIRED FOR ACQUISITION OF ESTATE

I write to inform you of my desire to acquire estates
or landed properties in your country on behalf of the
Director of Contracts and Finance Allocations of the
Federal Ministry of Works and Housing in Nigeria.

Considering his very strategic and influential
position, he would want the transaction to be as
strictly confidential as possible. He further wants
his identity to remain undisclosed at least for now,
until the completion of the transaction. Hence our
desire to have an overseas agent.

I have therefore been directed to inquire if you would
agree to act as our overseas agent in order to
actualize this transaction.

The deal, in brief, is that the funds with which we
intend to carry out our proposed investments in your
country is presently in a coded account at the
Nigerian Apex Bank (i.e. the Central Bank of Nigeria)
and we need your assistance to transfer the funds to
your country in a convenient bank account that will be
provided by you before we can put the funds into use in 
your country. For this, you shall be
considered to have executed a contract for the Federal
Ministry of Works and Housing in Nigeria for which
payment should be effected to you by the Ministry, The
contract sum of which shall run into US$26.4 Million, 
of which your share shall be 30% if you agree to be
our overseas agent.

As soon as payment is effected, and the amount
mentioned above is successfully transferred into your
account, we intend to use our own share in acquiring
some estates abroad. For this too you shall also serve
as our agent.

In the light of this, I would like you to forward to
me the following information:

1. Your company name and address if any
2. Your personal fax number
3. Your personal telephone number for easy
communication.

You are requested to communicate your acceptance of
this proposal through my above stated email address
after which we shall discuss in details the modalities
for seeing this transaction through.

Your quick response will be highly appreciated. Thank
you in anticipation of your cooperation.

Yours faithfully,
BIBI LUCKY.

-----------------------------------------
拝啓

財産取得のための援助のお願い

このたびは、あなたの住む国において資産や不動産を取得
したいという望みを、ナイジェリア連邦労働住宅省の契約
及び資産配分局長に代わり、あなたにお知らせいたしたく
お手紙差し上げました。

彼の非常に戦略的に重要で影響力の強い地位を考慮いたし
ますと、彼はこの取引を可能な限り内密にしたいと望んで
いるでしょう。彼はさらに、少なくとも取引が完了する前の
今の時点では、取引における彼の正体を非公開にしたいと
考えております。それゆえ、われわれは海外における代理人
を求めております。

そこで、この取引を実現するため、私はあなたがわれわれの
海外代理人として振舞うことに同意するよう問い合わせる
ようにと指示されました。

この取り決めは、手短にいえば、われわれがあなたの国で
計画している投資を遂行する意図で用意したファンドが現在、
ナイジェリアン・エイペックス・バンク（＝ナイジェリア中央銀行）
の暗号化された口座にあり、われわれはこの資金をあなたの
国で使う前に、あなたの国の使い勝手のよい口座に移すために、
口座をご用意いただくなどのあなたの助力が必要なのです。

この契約により、わが省からあなたにいくぶんかの支払がある
でしょうから、あなたにはナイジェリア連邦労働住宅省のために
契約を遂行していただけるだろうと考えております。
この契約は総額2640万米ドルにのぼり、あなたがわれわれの
海外代理人になることをご了解いただいた場合、あなたの
取り分は30%になるでしょう。

支払いが発効し次第、そして上述の集金が成功裏にあなたの口座に
入金し次第、われわれは自分たちの取り分を海外のいくつかの
資産を取得することに使うつもりです。この件に関しても、あなた
はわれわれの代理人として動いてほしいのです。

これに照らして、わたしは以下の情報をお教えいただきたいのです。
1. あなたの会社の名前と住所（もしあれば）
2. あなた個人のファックス番号
3. 連絡のため、あなたの個人の電話番号

この提案の受け入れについて、上にあげたわたしの電子メール
アドレスを通してお知らせください。その後、われわれはこの
取引について形態などを議論したいと思います。

あなたのご回答が早ければ早いほど助かります。あなたのご協力を
お待ちしております。ありがとうございました。

敬具
ビビ・ラッキー
```

```
Hello seller,My Name is Mrs Fedor Gorbachev from Russia,
I want to make an urgent purchase of your item pasted on
 Yahoo Auctions for my Uncle in Nigeria,i will offer you the 
sum of $1,600.00 USD including the shipping 
cost via EMS SPEED POST.kindly get to back via 
(fed4gorbac@gmail.com) for further conversation,Await your quick response.Thanks.
```

ナイジェリア詐欺のグループには、「多彩なキャラクターの登場する波乱万丈の短編集を全世界の読者に配信した」功績で、2005年イグノーベル賞文学賞が授与された。